# Ланге, Эрнст (богослов)
Эрнст Ланге (нем.  Ernst Lange, 3 января 1650, Данциг, ныне Гданьск — 20 августа 1727, там же) — немецкий религиозный деятель и поэт.

## Биография
Был в Данциге судьей (1691), а затем членом сената (1694). После поездки в Голландию (1698) сблизился с меннонитами и пиетистами, вошел в конфликт с лютеранской церковью.

## Творчество
Автор духовных гимнов, относящихся ко времени чумной эпидемии в Данциге (1710), они опубликованы в 1711. Были переведены на английский язык Джоном Уэсли и др., получили большое распространение, в частности — среди шотландских методистов.